# Drstelja
Drstelja – wieś w Słowenii, w gminie Destrnik. W 2018 roku liczyła 224 mieszkańców.